# Arbeitsgericht Pinneberg
Das Arbeitsgericht Pinneberg war ein deutsches Gericht der Arbeitsgerichtsbarkeit mit Sitz in Pinneberg.

## Geschichte
Gemäß Arbeitsgerichtsgesetz vom 23. Dezember 1926 wurden in Deutschland Arbeitsgerichte gebildet. Diese waren nur in der ersten Instanz organisatorisch selbstständige Gerichte, die Landesarbeitsgerichte waren den Landgerichten zugeordnet. Am Landgericht Altona entstand so 1927 das Landesarbeitsgericht Altona als eines von drei Landesarbeitsgerichten im Bezirk des Oberlandesgerichts Kiel. In Pinneberg entstand das Arbeitsgericht Pinneberg. Sein Sprengel umfasste die Bezirke der Amtsgerichte Elmshorn, Pinneberg, Rantzau und Uetersen. Es bestand jeweils eine Kammer für Arbeiter, für Angestellte und für Handwerk.
Mit der Verordnung über Änderungen in der Gliederung von Arbeitsgerichtsbehörden vom 28. Dezember 1936 wurde das Arbeitsgericht Pinneberg zum 1. Februar 1937 aufgehoben und sein Sprengel dem Arbeitsgericht Altona zugeordnet.